# Erinaceus
Erinaceus es un género de mamíferos erinaceomorfos de la familia Erinaceidae, conocidos como erizos de orejas cortas. Viven habitualmente en bosques poco densos, cubriéndose entre la maleza vegetal o terrenos próximos al hombre. Son animales nocturnos, alimentándose principalmente de insectos, lombrices y pequeños vertebrados.

## Sistemática

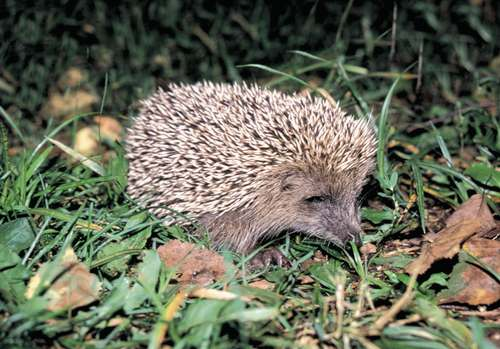
Erizo de Manchuria (Erinaceus amurensis).

Los erinacinos tienen su origen en el Oligoceno, y el género Erinaceus en la mitad del Mioceno. Al género pertenecen estas especies: el erizo común (Erinaceus europaeus), el erizo oscuro oriental (E. concolor), el erizo de pecho blanco norteño (E. roumanicus) y el erizo de Manchuria (E. amurensis). Antes se consideraban todas ellas como una sola.
Se considera hoy en día que, durante las glaciaciones del Pleistoceno, quedaron aisladas entre sí la población de lo que hoy son Italia, Francia y la península ibérica y la del Sureste de Europa, separación que a lo largo de 700.000 años daría lugar a dos especies diferentes: el erizo común y el erizo de pecho blanco.

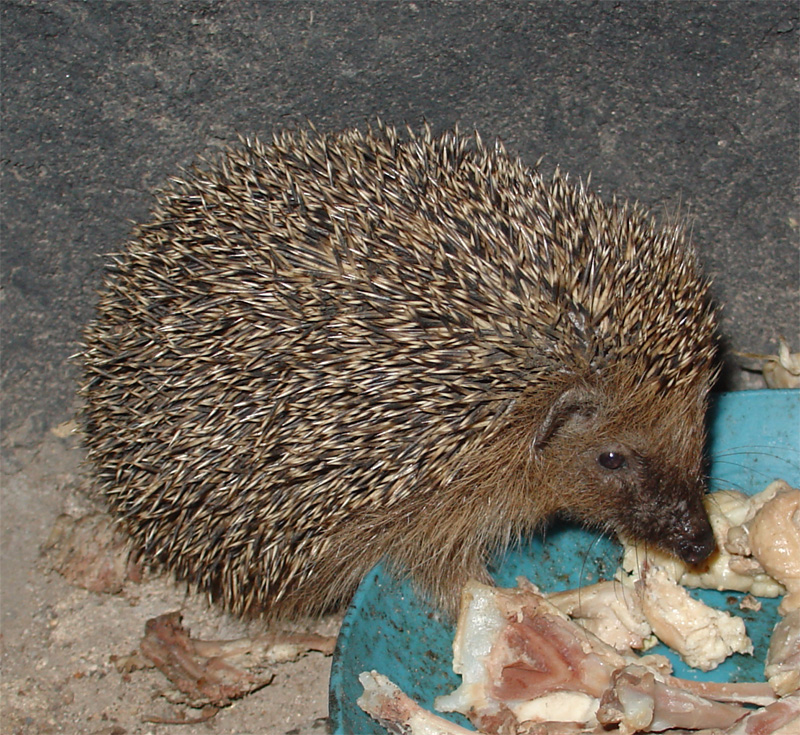
Erizo común (Erinaceus europaeus).
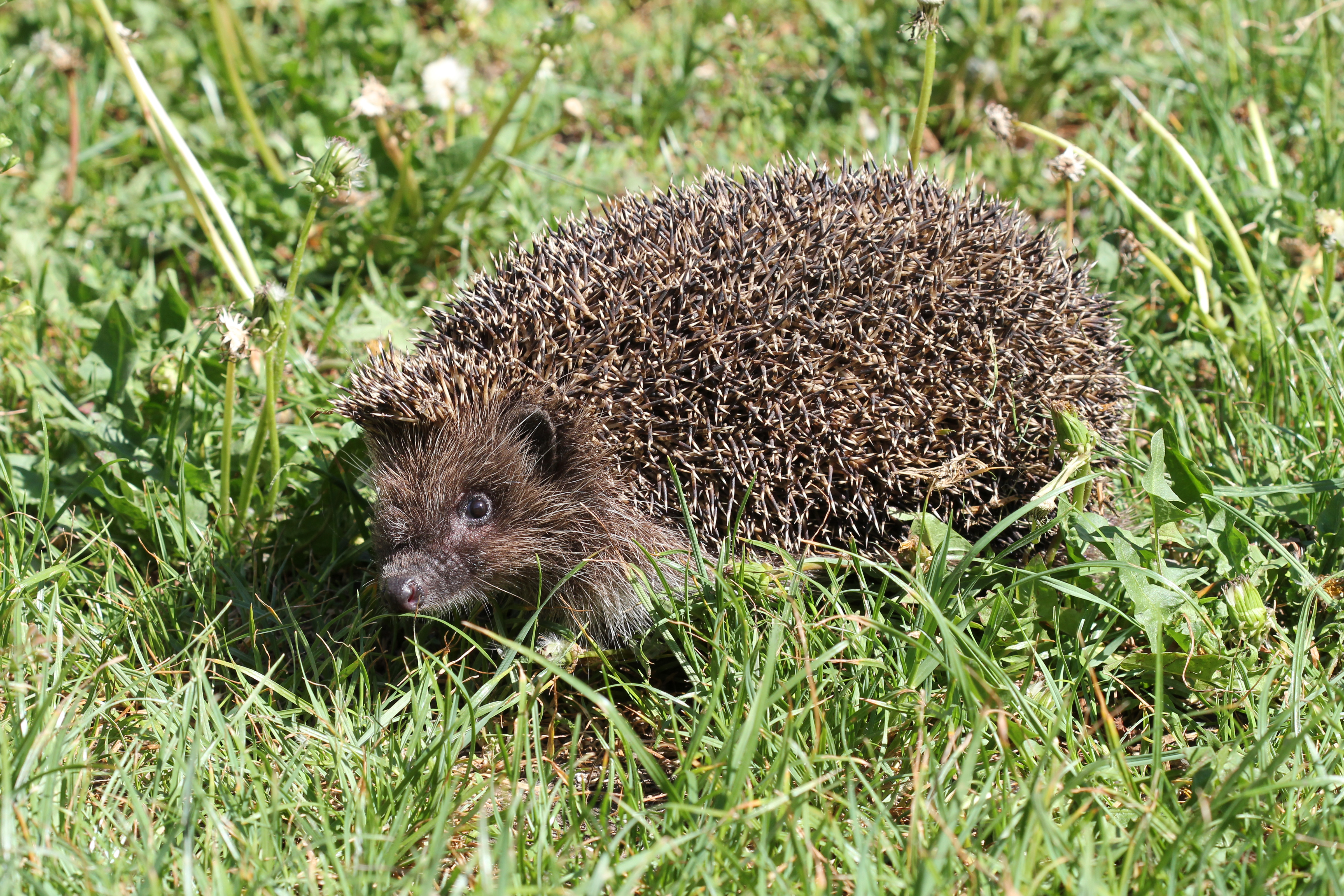
Erizo de pecho blanco norteño (Erinaceus roumanicus).
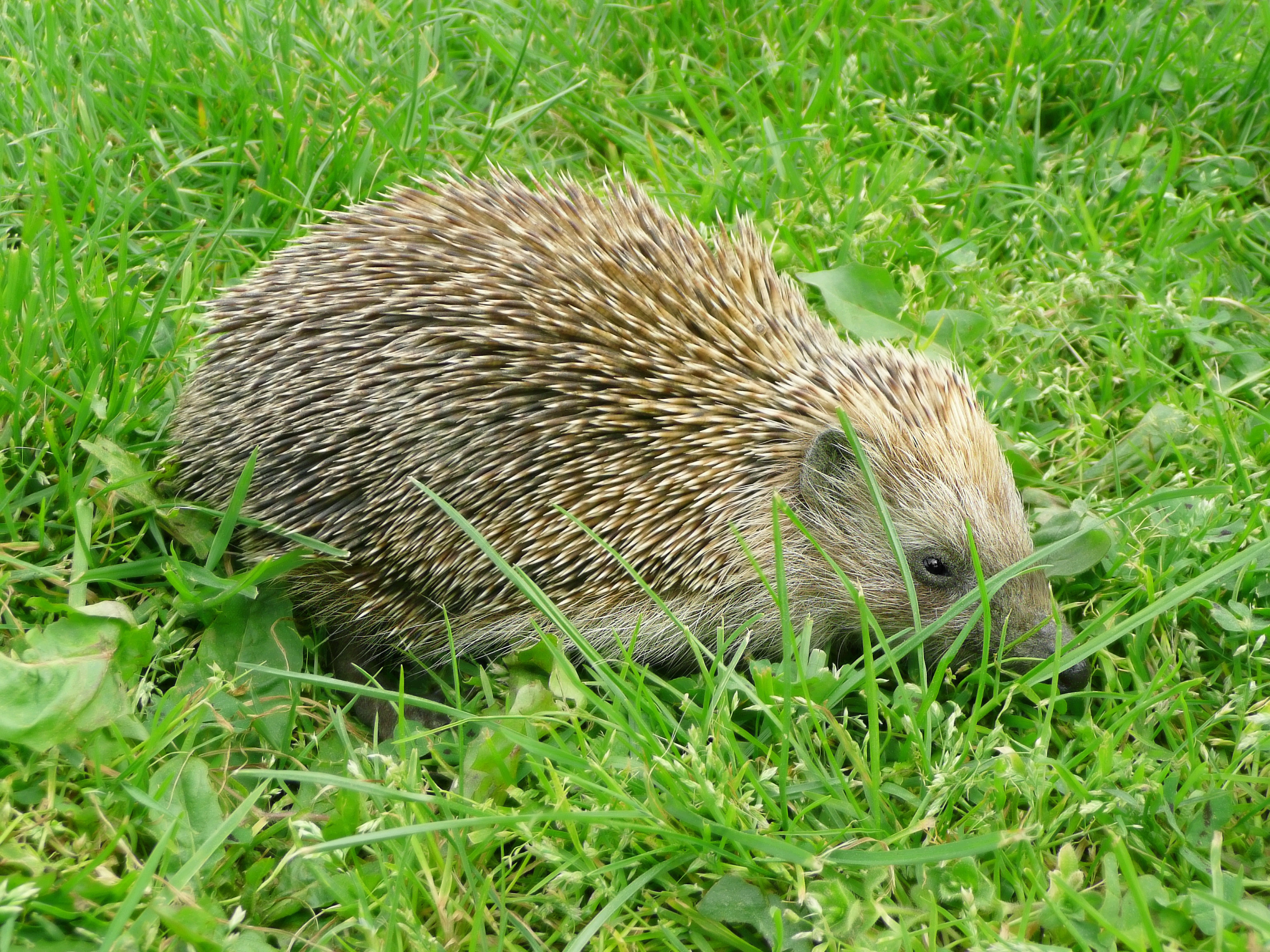
Erizo oscuro oriental (Erinaceus concolor).

Los resultados de algunos estudios relativamente recientes establecen también la división del erizo de pecho blanco en dos especies: el norteño y el erizo oscuro oriental.

### Especies
- Erinaceus amurensis
- Erinaceus concolor
- Erinaceus europaeus
- Erinaceus roumanicus